# Agdistis pustulalis
Agdistis pustulalis là một loài bướm đêm thuộc họ Pterophoridae. Nó được tìm thấy ở Nam Phi, Lesotho, Namibia, Mozambique, Zimbabwe, Zambia và Malawi.